# رحمانية (مشرحات)
رحمانية (بالفارسية: رحمانیه) هي منطقة سكنية تقع في إيران في قسم مشرحات الريفي. يقدر عدد سكانها بـ 159 نسمة بحسب إحصاء 2016.